# おニャン子クラブB面コレクション
『おニャン子クラブB面コレクション』（おニャンこクラブ ビーめんコレクション）は、おニャン子クラブ及び会員メンバーのシングルB面曲を収録したコンピレーション・アルバム。5枚個別に1999年4月21日と1999年6月19日に発売。発売元はポニーキャニオン（Vol.1・5）とソニーレコード（Vol.2・3・4）。

## 解説
フジテレビ系バラエティ『夕やけニャンニャン』（出演: おニャン子クラブ）が放送されていた1985年4月1日から1987年8月31日の間に、母体のおニャン子クラブをはじめ、派生音楽ユニット・ソロ等別名義作品も含めて収録された完全シングルレコードB面・コレクション。全71曲が5枚に分けて収録されている。B面集ではあるが、会員メンバーの自己紹介ソング「会員番号の唄」「新・会員番号の唄」や、アニメ『ハイスクール!奇面組』エンディング・テーマ曲などのタイアップ曲も含まれている。
発売元はポニーキャニオンとソニーレコードであるが、ワーナー・パイオニアやフォーライフミュージックエンタテイメントから発売されたシングル盤も含まれた、複数のレコード会社合同企画。
同時期に、レコードのA面曲を同様コンセプトで発売順に収録した『おニャン子クラブA面コレクション』5作品も発売されている。プレゼント応募券付きシートがそれぞれ封入されており、B面・A面コレクション計10枚分を集めて応募すると先着でアナログ盤シングル・ジャケットを原寸大で復刻した「ニャンニャン・ジャケットBOOK」がもらえる企画があった。
新田恵利「テディベアの頃 -少女の香り-」はソロ・アルバム「E-AREA」収録のソロ・バージョンが、おニャン子クラブ「あなただけおやすみなさい」はアルバム「SIDE LINE」収録のアルバム・バージョンで収録されている。
1. 収録曲

- おニャン子クラブB面コレクション Vol.1〜Vol.5、太字はオリコンチャート1位獲得曲。

| タイトル | 収録曲 | 歌手名 |
| Vol.1    | 01.早すぎる世代 02.恋のチャプターA to Z 03.女学生の決意 04.テディベアの頃 -少女の香り- 05.黄昏の孔雀 06.午後のパドドゥ 07.ロマンスは偶然のしわざ 08.あぶないサ・カ・ナ 09.恋はRing Ring Ring 10.アレレレ 11.会員番号の唄 12.さよならは言わないで 13.夏が来れば 14.ピンクのリボン 15.思い出美人                  | おニャン子クラブ 河合その子 with おニャン子クラブ おニャン子クラブ・うしろゆびさされ組 新田恵利 + おニャン子クラブ（福永・内海・中島） 吉沢秋絵 with おニャン子クラブ 河合その子 新田恵利 with おニャン子クラブ おニャン子クラブ・うしろゆびさされ組 国生さゆり おニャン子クラブ 河合その子 with おニャン子クラブ ニャンギラス おニャン子クラブ 新田恵利 内海和子・おニャン子クラブ |
| タイトル | 収録曲 | 歌手名 |
| Vol.2    | 01.猫舌ごころも恋のうち 02.サンバを踊らせて 03.渚のUターン 04.おニャン子クラブのあぶな〜い捕物帳 05.ファーストダンスは渚で 06.こわれかけたピアノ 07.ジョバンニの囁き 08.少しおませな恋 09.プリントの夏 10.星の手紙 11.もう一度走って恋人よ 12.のっとおんりぃ★ばっとおるそう 13.新・会員番号の唄 14.時のつげごと | うしろゆびさされ組 国生さゆり 福永恵規 城之内早苗 with おニャン子クラブ ニャンギラス おニャン子クラブ 高井麻巳子 河合その子 渡辺美奈代 内海和子（おニャン子クラブ会員No.13） 新田恵利 国生さゆり うしろゆびさされ組 おニャン子クラブ 高井麻巳子 |
| タイトル | 収録曲 | 歌手名 |
| Vol.3    | 01.雨のバラ 02.クリスマスが来る前に 03.うさぎの耳 04.やさしさなんていらない 05.あんみつ大作戦 06.好きで、ごめん。 07.銀色のスーベニール 08.代官山恋物語 09.わたしは知恵の輪（puzzling） 10.夜明けまで "Happy Birthday!" 11.青い鳥を探して 12.春は名のみ 13.ジェリービーンズのロマンス 14.カメオのコンパクト     | 福永恵規 渡辺満里奈 渡辺美奈代 河合その子 おニャン子クラブ 内海和子 新田恵利 城之内早苗 うしろゆびさされ組 国生さゆり 吉沢秋絵 高井麻巳子 渡辺満里奈 渡辺美奈代 |
| タイトル | 収録曲 | 歌手名 |
| Vol.4    | 01.あなただけおやすみなさい 02.March 03.夕陽と風のメロディ 04.ピタゴラスをぶっとばせ 05.桜が手を振る前に 06.ロマンスの行方 07.こわれた太陽 08.眠りのオペラ 09.立見の青春 10.モナリザのいたずら 11.トロピカルジュース 12.いじめないで 13.星のROMANCE 14.うしろ髪ひかれたい                                       | おニャン子クラブ 福永恵規 新田恵利 うしろゆびさされ組 内海和子 with おニャン子クラブ 河合その子 国生さゆり 高井麻巳子 立見里歌 ゆうゆ with おニャン子クラブ 渡辺満里奈 渡辺美奈代 福永恵規 うしろ髪ひかれ隊 |
| タイトル | 収録曲 | 歌手名 |
| Vol.5    | 01.あの飛行船のように 02.波の上の小さな太陽 03.おしべとめしべ 04.ノンフィクションしたい 05.夕暮れのピアノ 06.赤道を越えたサマセットモーム 07.パナマのシャポー 08.プライベート・サマー 09.アッというMAにMEっ! 10.神様のタイミング 11.あの夏に帰りたい 12.立つ鳥跡を濁さず 13.私をよろしく 14.愛が痛い夜          | 吉沢秋絵 内海和子 おニャン子クラブ 国生さゆり 高井麻巳子 河合その子 新田恵利 渡辺満里奈 ゆうゆ（岩井由紀子） 渡辺美奈代 吉沢秋絵 うしろ髪ひかれ隊 おニャン子クラブ 工藤静香 |